# 児島藩
児島藩（こじまはん）は、岡山藩の支藩。

## 概要
備前から備中南部に領地を有していた。池田利隆の次男で池田光政の弟である池田恒元が領主であった。
岡山藩主の池田光政が、慶安元年（1648年）3月19日に岡山藩領の一部を恒元に分け与え、これをもって児島藩の立藩とされる。
『寛政重修諸家譜』には、「備前国児島において2万石を領有」との記載になっている。しかし、実際は児島郡以外の領地も多く、むしろ児島郡内の領地の藩領全体に占める割合は少ない方であった。『撮要録』によれば、実際の領地は古地・新田を含め備前国8郡内27村、備中国5郡内14村に及び、石高は合計約2万5千余石にのぼった。
また『藩史大事典』には「池田恒元領、別称児島藩」と記載されている。
慶安2年（1649年）、東隣国播磨の宍粟郡に政庁を構える山崎藩の領主がいない状態であったため、備前に近くかつ池田家に所縁があるということから、新領主として恒元に白羽の矢が立ち、恒元が山崎に転封となり、山崎藩約3万石の藩主となった。そのため、児島藩は廃藩となり、恒元が領有していた地は再び岡山藩に復した。わずか2年足らずの短期の藩となった。
なお、陣屋は設置されていなかったが、設置される前に短期間で廃藩になったためともいわれる。

## 歴代児島藩主
池田家 - 外様 2万5000石
1. 恒元